# Dmîtro Boiko
Dmîtro Boiko (ucraineană Дмитро Бойко; n. 16 ianuarie 1986, Netișîn, RSS Ucraineană, URSS) este un scrimer ucrainean specializat pe sabie, laureat cu argint pe echipe la Campionatul Mondial de Scrimă din 2006 și la Campionatul European de Scrimă din 2010.
A participat la proba individuală la Jocurile Olimpice de vară din 2012. A fost învins în turul întâi de românul Rareș Dumitrescu.
În luna august 2014 s-a căsătorit cu campioana olimpică de sabie Olha Harlan.

## Legături externe
Materiale media legate de Dmîtro Boiko la Wikimedia Commons
- Prezentare Arhivat în 11 iulie 2012, la Wayback Machine. la Confederația Europeană de Scrimă
- en Dmîtro Boiko la Olympedia.org